# Chaetostomella alini
Chaetostomella alini är en tvåvingeart som beskrevs av Erich Martin Hering 1936. Chaetostomella alini ingår i släktet Chaetostomella och familjen borrflugor. Inga underarter finns listade i Catalogue of Life.